# Legionarul (film)
Legionarul (în engleză Legionnaire) este un film regizat de Peter MacDonald în 1998 în care interpretează Jean-Claude Van Damme rolul unui boxer din 1920 care a câștigat o luptă după ce a fost angajat de gangsteri să o piardă, apoi se înrolează și se alătură Legiunii franceze externe. În film mai interpretează Adewale Akinnuoye-Agbaje, Steven Berkoff, Nicholas Farrell și Jim Carter. Filmul a fost filmat în Ouarzazate, Maroc.

## Rezumat
Alain Lefevre (Jean-Claude Van Damme) este un boxer francez în Marseille, Franta în 1920. Acesta este forțat de un sef local al criminalilor pe nume Lucien Galgani (Jim Carter) să intre într-o luptă. El dovedește că prietena lui Galgani, Katrina, este fosta logodnică a lui Alain. Katrina il iartă pe Alain pentru greșelile lui și plănuiesc să fugă în America împreună. Alain nu intră în luptă și când să scape, prietenul lui Alain este ucis, iar Katrina capturată de oamenii lui Galgani. Dar Alain îl ucide pe fratele lui Galgani iar disperat, se alatură Legiunii Franceze, îndreptându-se spre Africa de Nord pentru a apăra Maroc de niște rebeli barbari conduși de Abd el-Krim. De-a lungul drumului, întâlnește noi prieteni precum un afro-american, un maior englez și un băiat italian dornic să fie erou. Lucrurile însă nu vor fi ușoare. Singura cale de a scăpa din legiune este să supraviețuiești limitei serviciilor și rebelilor numeroși. Galgani trimite însă criminali angajați în Legiune, să-l găsească pe Alain și să obțină răzbunare în numele fratelui său mort.

## Distribuție
- Jean-Claude Van Damme - Alain Lefevre (Alain Duchamp)
- Adewale Akinnuoye-Agbaje - Luther
- Steven Berkoff - Sgt. Steinkampf
- Nicholas Farrell - Mackintosh
- Jim Carter - Lucien Galgani
- Ana Sofrenovic - Katrina
- Daniel Caltagirone - Guido Rosetti
- Joseph Long - Maxim
- Mario Kalli - René Galgano
- Joe Montana - Julot
- Kim Romer - Capt. Rousselot
- Anders Peter Bro - Lt. Chathier
- Paul Kynman - Rolf Bruner
- Vincent Pickering - Viktor
- Takis Triggelis - Cpl. Metz
- Kamel Krifa - Abd-El Krim